# Wildo Alonso
Wildo Alonso, nacido en Paraguay el 30 de julio de 1990, es un futbolista paraguayo, que juega de lateral Izquierdo y su equipo actual es Independiente FBC.

## Clubes
| Club                         | País     | Año           | PJ | Goles |
| ---------------------------- | -------- | ------------- | -- | ----- |
| 12 de Octubre                | Paraguay | 2008 - 2014   | 50 | 2     |
| Olimpia                      | Paraguay | 2015          | 15 | 0     |
| Sol de América               | Paraguay | 2016 - 2017   | 14 | 0     |
| Capiatá                      | Paraguay | 2018          | 14 | 0     |
| Sol de América               | Paraguay | 2018          | 5  | 0     |
| Deportivo Santaní            | Paraguay | 2019          | 41 | 0     |
| Club Sportivo Luqueño        | Paraguay | 2020          |    |       |
| Resistencia S.C.             | Paraguay | 2021-2022     |    |       |
| Club General Caballero (JLM) | Paraguay | 2023          |    |       |
| Trinidense                   | Paraguay | 2024          |    |       |
| Independiente FBC            | Paraguay | 2025-presente |    |       |

## Palmarés
| Título          | Club    | País     | Año  |
| --------------- | ------- | -------- | ---- |
| Torneo Clausura | Olimpia | Paraguay | 2015 |

- Datos: Q18719573